# Varanus exanthematicus
El varano de sabana (Varanus exanthematicus) es una especie de lagarto perteneciente al género Varanus nativo de África. En Europa es conocido como varano de Bosc, en honor del científico francés  Louis Bosc que lo descubrió y describió a finales del siglo XVIII.

## Etimología
El nombre genérico de Varanus se deriva del árabe waral (ورل), que se traduce como "varano" en español, "monitor" en inglés. La clasificación como  exanthematicus se deriva de la palabra griega Exanthem (ɛkˈsænθɪm) que significa una erupción o ampolla de la piel. El botánico y zoólogo Louis Augustin Guillaume Bosc describió inicialmente a este lagarto como Lacerta Exanthematicus en referencia al gran óvalo de escamas que tiene en la parte posterior del cuello.

## Descripción
Posee unas extremidades preparadas para la escalada y la excavación, una piel gruesa y resistente que se cree le hace inmune a los ataques con veneno de cualquier serpiente[cita requerida] y unas mandíbulas fuertes adaptadas a su dieta de animales con concha dura. Pesenta una cabeza maciza con un hocico chato un cuello más bien corto que une la cabeza con el cuerpo. Su cola es redonda y corta y sirve para almacenar grasa. Sus escamas son pequeñas y redondas. Llega a medir metro y medio, si bien su longitud media se sitúa en torno a los 115 centímetros y su peso entre 5 y 5,5 kg. Su esperanza de vida es de entre 10 y 15 años de edad.

## Historia natural

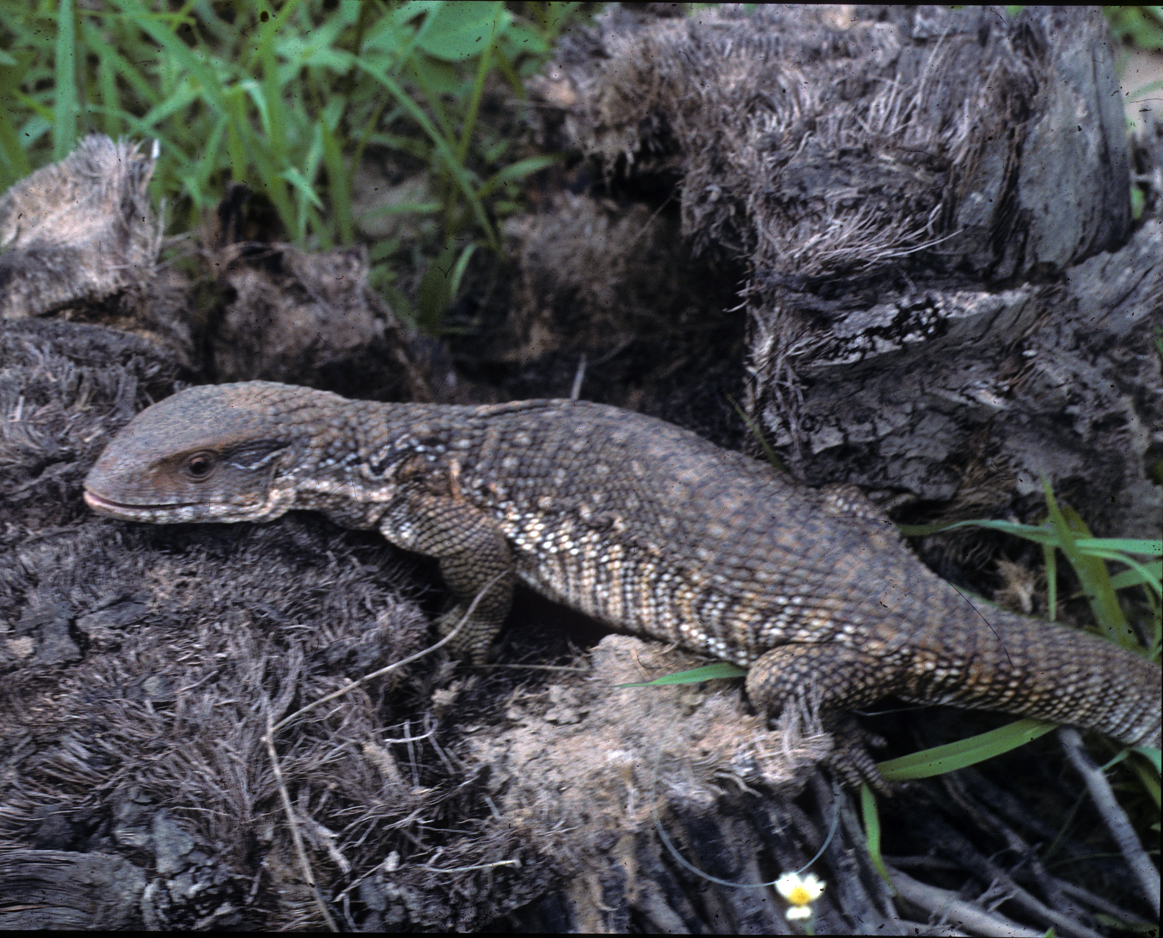
Ejemplar en libertad en Ghana.

### Alimentación
Se alimenta prácticamente en exclusiva de artrópodos y moluscos, a diferencia de la mayoría de varanos, que tienen un tipo de dieta más generalista. La estructura de su cabeza ha evolucionado con adaptaciones para permitirle aplastar conchas de animales como caracoles o crustáceos. Sus presas más comunes suelen ser insectos, arañas, escorpiones, caracoles o ciempiés. Los ejemplares adultos también pueden incluir en su dieta a pequeños vertebrados como diversos roedores, pequeñas aves, ranas, huevos y otras especies de lagartos.

### Reproducción
Se reproduce en épocas de lluvias en la cual estos reptiles ponen 20 a 50 huevos de forma oval que miden aproximadamente 66 a 74 milímetros y son enterrados en un agujero de 10 a 28 centímetros de profundidad excavado por la hembra. Los huevos maduran después de 5 a 6 meses de la puesta en la que nacen sus nuevos descendientes.[cita requerida]

### Depredadores
Sus depredadores más frecuentes son las aves rapaces y de caza nocturna, serpientes constrictoras y mamíferos carnívoros como leopardos, chacales, gatos salvajes, caracales y rateles que también pueden cazar varanos si no encuentran otro tipo de presas. Cuando son atacados normalmente se defienden mordiendo y empleando tácticas ante ataques de serpientes y mamíferos que consiste en formar un círculo, sacudir fuertemente su cola, tratar de morder a sus depredadores si es posible e impidiendo ser devorado.[cita requerida] También el resto de los varanos suelen emitir silbidos ante ataques de sus posibles depredadores.

### Distribución y hábitat
Se extiende por todo el África subsahariana, desde Senegal hasta Eritrea llegando a poblar gran parte del norte de Zaire. Principalmente vive en madrigueras o arbustos bajos. En la zona costera de Ghana algunos ejemplares cohabitan en madrigueras junto a grillos gigantes Brachytrupes. Desarrollan su actividad durante el día resguardándose del calor intenso durante las horas más calurosas.[cita requerida]

## En cautiverio

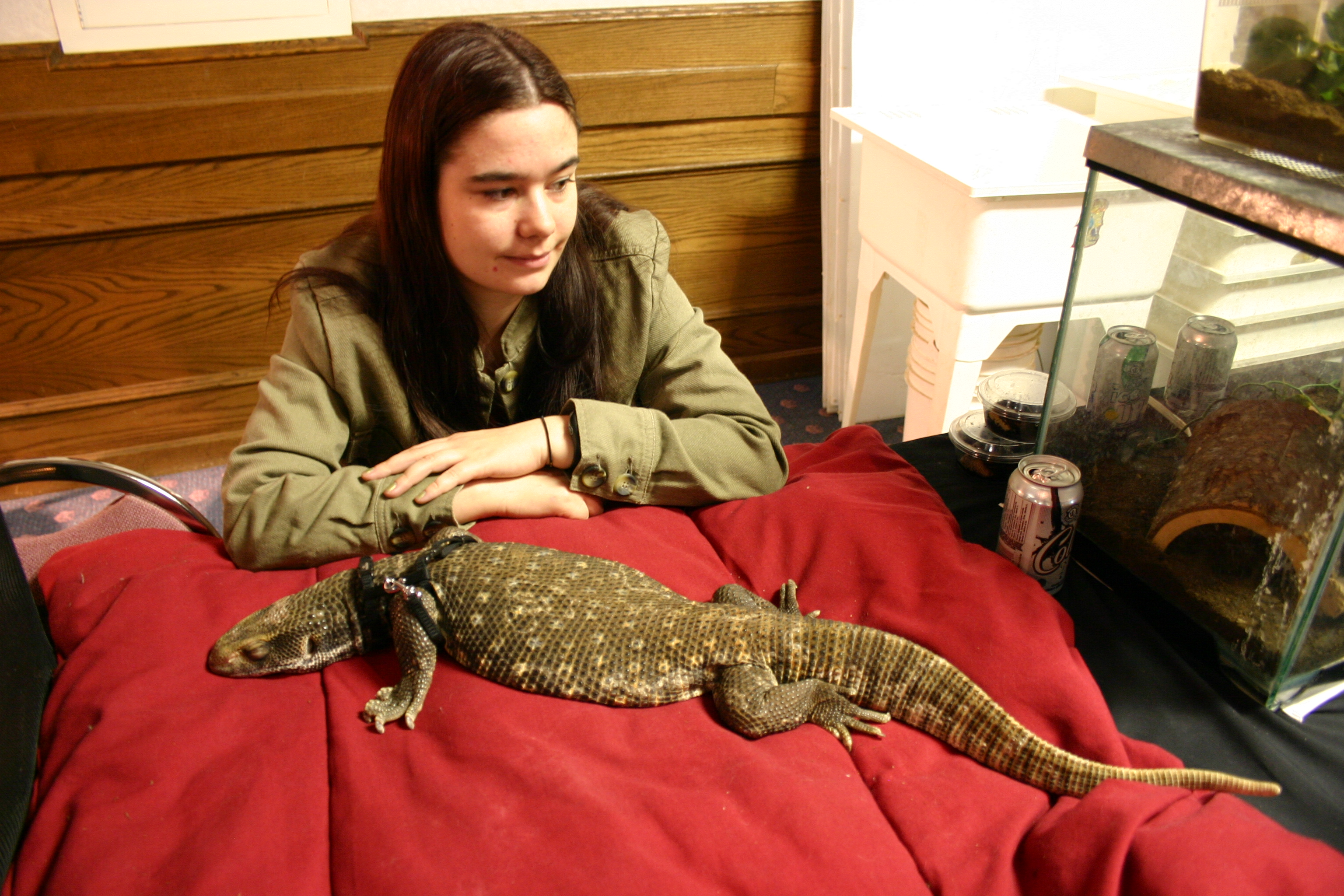
Varano de sabana en cautiverio, con un arnés para reptiles.

El varano de sabana es un lagarto bastante popular en el comercio de mascotas. Esto se debe a que después de ser domado su carácter es dócil y es uno de los varanos que menos probabilidades tiene de morder si se manejan adecuadamente. Un varano que no esté bien cuidado, alimentado o que esté en estado salvaje puede ser un lagarto muy agresivo. Contrariamente a la creencia popular, este varano no se adapta bien a la cautividad.
La dispersión de esta especie ha provocado que el Ministerio para la Transición Ecológica de España la haya incluido en el Catálogo Español de Especies Exóticas Invasoras, debido a su potencial colonizador y constituir una amenaza grave para las especies autóctonas, los hábitats o los ecosistemas, estando prohibida en España su introducción en el medio natural, posesión, transporte, tráfico y comercio.

## Amenazas
Las principales amenazas son el comercio internacional de mascotas y la caza por su piel y carne. Se estima que se exportan unos 100 000 ejemplares al año para el comercio de mascotas. Países como Sudán o Chad son los puntos de origen tradicionales del comercio de la piel de este varano. Sólo en 1984 se comercializaron las pieles de más de un millón de estos ejemplares.[cita requerida]

## Publicaciones en inglés
- Bennett, D. 2000. The density and abundance of juvenile Varanus exanthematicus (Sauria: Varanidae) in the coastal plain of Ghana. Amphibia-Reptilia 21(3): 301–306.
- Bennett, D, and R. Thakoordyal. 2003. The savannah monitor lizard: the truth about Varanus exanthematicus. Viper Press, Glossop. 2003: 1–83.
- 1993. The Savannah Monitor (Varanus exanthematicus) in África and in your home. The Iowa Herpetological Society June: 2-4 (Reprinted in International Reptile Breeders Association (IRBA), Monitor 1(2):1 0-12, 1994).